# Комлошу-Маре
Комлошу-Маре (рум. Comloșu Mare) — село у повіті Тіміш в Румунії. Входить до складу комуни Комлошу-Маре.
Село розташоване на відстані 458 км на північний захід від Бухареста, 48 км на захід від Тімішоари.

## Населення
За даними перепису населення 2002 року у селі проживала 3351 особа.
Національний склад населення села:
| Національність | Кількість осіб | Відсоток |
| -------------- | -------------- | -------- |
| румуни         | 2363           | 70,5%    |
| цигани         | 824            | 24,6%    |
| німці          | 62             | 1,9%     |
| словаки        | 54             | 1,6%     |
| угорці         | 23             | 0,7%     |
| серби          | 13             | 0,4%     |
| українці       | 7              | 0,2%     |

Рідною мовою назвали:
| Мова       | Кількість осіб | Відсоток |
| ---------- | -------------- | -------- |
| румунська  | 2847           | 85,0%    |
| циганська  | 378            | 11,3%    |
| німецька   | 47             | 1,4%     |
| словацька  | 43             | 1,3%     |
| угорська   | 17             | 0,5%     |
| сербська   | 8              | 0,2%     |
| українська | 7              | 0,2%     |